# تایرس فورناه
تایرس فورناه (انگلیسی: Tyrese Fornah؛ زادهٔ ۱۱ سپتامبر ۱۹۹۹) بازیکن فوتبال است.
از باشگاه‌هایی که در آن بازی کرده‌است می‌توان به باشگاه فوتبال ناتینگهام فارست اشاره کرد.

## دوران حرفه‌ای
فورناه عضو آکادمی ناتینگهام فارست است که پس از اتمام کار برای برایتون در تابستان ۲۰۱۸ به این تیم پیوست. او در ۱۱ دسامبر ۲۰۱۹ با فارست قراردادی امضا کرد که او را تا تابستان ۲۰۲۲ در این باشگاه باقی نگاه داشت.
فورناه اولین بازی حرفه ای خود را در ۵ ژانویه ۲۰۲۰ انجام داد و به عنوان بازیکن تعویضی دقیقه ۶۹ در جریان بازی در دور سوم جام حذفی فوتبال انگلیس مقابل چلسی ظاهر شد.
در ۳۱ ژانویه ۲۰۲۰، فورناه به صورت قرضی به تیم پرتغالی حاضر در سگوندا لیگا، کاسا پیا، برای باقی مانده فصل رفت و پنج بازی انجام داد.
او در ۲ اکتبر ۲۰۲۰ به صورت قرضی یک فصل با تیم لیگ یک فوتبال انگلستان تیم باشگاه فوتبال پلیموث آرگیل قرارداد بست.
در ۱۸ ژانویه ۲۰۲۲، فورناه به صورت قرضی تا پایان فصل به تیم لیگ یکی شروزبری تاون پیوست.
در ۸ ژوئیه ۲۰۲۲، اعلام شد که فورناه به صورت قرضی یک فصل با تیم چمپیونشیپی ریدینگ قرارداد بسته‌است.

## زندگی شخصی
تایرس فورناه در انگلستان از پدر و مادری با اصالت غنایی زاده شد.